# Gotra doddi
Gotra doddi är en stekelart som beskrevs av Cheesman 1936. Gotra doddi ingår i släktet Gotra och familjen brokparasitsteklar. Inga underarter finns listade i Catalogue of Life.